# الوطنية المصرية للرخام والجرانيت
الشركة الوطنية المصرية للرخام والجرانيت هي شركة مساهمة مصرية، أنشات في مايو 2016 بشراكة بين لجهاز مشروعات الخدمة الوطنية للقوات المسلحة وشركة مصر سيناء للتنمية الصناعية والاستثمار. تم تأسيس الشركة بهدف تحقيق الاستغلال الأمثل لثروات مصر الطبيعية من مواد التشييد والبناء ومنها «الرخام والجرانيت» وكذلك تحقيق الاكتفاء الذاتي لاحتياجات القوات المسلحة من هذه الخامات، مع طرح فائض الإنتاج بالسوق المحلي لكسر الاحتكار في تلك السلعة والحفاظ على ثبات وإستقرار الأسعار بشكل مناسب في الأسواق، وتساهم الطاقة الإنتاجية للشركة الوطنية المصرية للرخام والجرانيت في سد نحو (70%) من الفجوة التسويقية الحالية، يقع مقرها الرئيسي بالعاصمة المصرية القاهرة، ومجمع مصانعها بمنطقة الجفجافة بمحافظة شمال سيناء. وتبلغ طاقته الإنتاجية حوال مليون و ثمانمائة الف متر مربع من الرخام والججرانيت سنويًا.

## وصلات خارجية
- الموقع الرسمي للشركة.
- الصفحة الرسمية للشركة على موقع فيس بوك.